# Churchill (Pensilvania)
Churchill es un borough ubicado en el condado de Allegheny en el estado estadounidense de Pensilvania. En el año 2000 tenía una población de 3566 habitantes y una densidad poblacional de 625.8 personas por km².

## Geografía
Churchill se encuentra ubicado en las coordenadas 40°26′18″N 79°50′38″O / 40.43833, -79.84389.

## Demografía
Según la Oficina del Censo en 2000 los ingresos medios por hogar en la localidad eran de $67 321 y los ingresos medios por familia eran $74 969. Los hombres tenían unos ingresos medios de $52 259 frente a los $35 464 para las mujeres. La renta per cápita para la localidad era de $37 964. Alrededor del 3.1% de la población estaba por debajo del umbral de pobreza.